# 克羅斯河國家公園
克羅斯河國家公園是西非國家尼日利亞的國家公園，位於該國西南部，佔地約4,000平方公里，成立於1991年，野生動物包括黑猩猩、鬼狒、克羅斯河大猩猩、非洲水牛、非洲森林象等。